# Altunhisar (district)
Altunhisar is een Turks district in de provincie Niğde en telt 16.522 inwoners (2007). Het district heeft een oppervlakte van 586,0 km². Hoofdplaats is Altunhisar.
De bevolkingsontwikkeling van het district is weergegeven in onderstaande tabel.
| 1997   | 2000   | 2007   |
| ------ | ------ | ------ |
| 20.807 | 22.284 | 16.522 |